# Женска фудбалска репрезентација Јужне Кореје
Женска фудбалска репрезентација Јужне Кореје (кор: 대한민국 여자 축구 국가대표팀) је национални фудбалски тим који представља Јужну Кореју на међународним такмичењима и под контролом је Фудбалског савеза Јужне Кореје (кор:대한축구협회), владајућег тела за фудбал у Јужној Кореји.

## Историја
Мање од годину дана након што је успостављена влада Републике Кореје, 1948. године, прве званичне фудбалске утакмице за жене одржане су у Сеулу 28. и 29. јуна 1949. у оквиру Националних девојачких и женских спортских игара. Док су женска кошарка и одбојка кроз Игре добиле јавно признање, фудбал је виђен као неприкладан за жене и непривлачан за јавност. Као резултат тога, женски тимови су распуштени убрзо после игара.
Када је женски фудбал озваничен на Азијским играма 1990. у Пекингу, јужнокорејске спортске власти су одлучиле да формирају женски тим са спортистима из других спортова и пошаљу тим на Игре.  Резултат је био пораз у свим мечевима против Јапана, Северне Кореје, Кине и Кинеског Тајпеја. Ипак, колеџи и корпорације су почели да лансирају женске фудбалске тимове током 1990-их, а први годишњи национални женски фудбалски турнир, Краљичин куп, одржан је 1993. Са овим променама, Јужна Кореја је успела да заврши на четвртом месту на женском АФК купу 1995. првенству одржаном у Малезији.
Када је Светско првенство за жене 1999. изазвало интересовање широм света, јужнокорејско министарство задужено за спорт спонзорисало је оснивање нових тимова и турнира за женске тимове средњих школа, универзитетске тимове и тимове компанија. У циљу промоције женског фудбала, Корејска женска фудбалска федерација (КЖФФ) је основана у марту 2001. године, као независна организација у сарадњи са Корејским фудбалским савезом (КФА).

## Опрема
| Коришћене 2003. · |  | Коришћене СП 2003. |  | Коришћене за 2022 | Коришћене за 2022. |

## Светска ранг листа ФИФА
Ажурирано 6. фебруар 2022, после утакмице са  Кина.
  Најбоља позиција    Најбољи помак    Најлошија позиција    Најгори помак  
| Историја светског рангирања ФИФА − Јужна Кореја (жене) | Историја светског рангирања ФИФА − Јужна Кореја (жене) | Историја светског рангирања ФИФА − Јужна Кореја (жене) | Историја светског рангирања ФИФА − Јужна Кореја (жене) | Историја светског рангирања ФИФА − Јужна Кореја (жене) | Историја светског рангирања ФИФА − Јужна Кореја (жене) | Историја светског рангирања ФИФА − Јужна Кореја (жене) | Историја светског рангирања ФИФА − Јужна Кореја (жене) | Историја светског рангирања ФИФА − Јужна Кореја (жене) | Историја светског рангирања ФИФА − Јужна Кореја (жене) | Историја светског рангирања ФИФА − Јужна Кореја (жене) | Историја светског рангирања ФИФА − Јужна Кореја (жене) |
|                                                        | Позиција                                               | Година                                                 | Утакмица играно                                        | Поб                                                    | Изг                                                    | Нер                                                    | Најбољи                                                | Најбољи                                                | Најлошији                                              | Најлошији                                              |                                                        |
| Поз                                                    | Позиција                                               | Година                                                 | Утакмица играно                                        | Поб                                                    | Изг                                                    | Нер                                                    | Помак                                                  | Поз                                                    | Помак                                                  |                                                        |                                                        |
| ------------------------------------------------------ | ------------------------------------------------------ | ------------------------------------------------------ | ------------------------------------------------------ | ------------------------------------------------------ | ------------------------------------------------------ | ------------------------------------------------------ | ------------------------------------------------------ | ------------------------------------------------------ | ------------------------------------------------------ | ------------------------------------------------------ | ------------------------------------------------------ |
|                                                        | 19 1 (16. 8. 2024)                                     | 2022                                                   | 6                                                      | 4                                                      | 1                                                      | 1                                                      | 18                                                     | Стагнација                                             | 18                                                     | Стагнација                                             |                                                        |
|                                                        | 18                                                     | 2021                                                   | 8                                                      | 3                                                      | 3                                                      | 2                                                      | 18                                                     | 0                                                      | 19                                                     | 1                                                      |                                                        |

## Достигнућа
Утакмице и голови од 9. фебруар 2020.
Играчи чија су имена означена подебљаним словима су и даље активни, барем на клупском нивоу.
| #  | Име          | Период    | Утакмица |
| -- | ------------ | --------- | -------- |
| 1  | Чо со-хјун   | 2007–     | 126      |
| 2  | Чи Со-јун    | 2006–     | 125      |
| 3  | Ким Ђунг-ми  | 2003–     | 116      |
| 4  | Квон Хах-нул | 2006–     | 103      |
| 5  | Чон Га-еул   | 2007–     | 101      |
| 6  | Ли Еун-ми    | 2007–     | 89       |
| 6  | Ким Хје-ри   | 2007–     | 89       |
| 8  | Јо Јунг-а    | 2007–     | 87       |
| 9  | Ким До-јен   | 2010–     | 82       |
| 10 | Ли Мјунг-хуа | 1990–2004 | 81       |

| #  | Име           | Период    | Голова | Утакмица |
| -- | ------------- | --------- | ------ | -------- |
| 1  | Чи Со-јун     | 2006–     | 61     | 125      |
| 2  | Чон Га-јул    | 2007–     | 38     | 101      |
| 3  | Ђо Јанг-а     | 2007–     | 32     | 87       |
| 4  | Ча Сунг-ми    | 1994–2003 | 30     | 55       |
| 5  | Парк Хи-јанг  | 2005–2013 | 23     | 55       |
| 6  | Ђунг Сеол-бин | 2006–     | 20     | 72       |
| 6  | Чо Со-хјун    | 2007–     | 20     | 124      |
| 8  | Парк Јун-сун  | 2003–     | 17     | 34       |
| 9  | Квон Хах-нул  | 2006–     | 15     | 103      |
| 10 | Ли Геум-мин   | 2013–     | 14     | 43       |
| 10 | Ли Јун-ми     | 2007–     | 14     | 89       |

## Такмичарски рекорд

### Светско првенство за жене
| Светско првенство у фудбалу за жене − резултати | Светско првенство у фудбалу за жене − резултати | Светско првенство у фудбалу за жене − резултати | Светско првенство у фудбалу за жене − резултати | Светско првенство у фудбалу за жене − резултати | Светско првенство у фудбалу за жене − резултати | Светско првенство у фудбалу за жене − резултати | Светско првенство у фудбалу за жене − резултати | Светско првенство у фудбалу за жене − резултати |
| Домаћин / Година                                | резултат                                        | Ута                                             | Поб                                             | Нер*                                            | Изг                                             | ГД                                              | ГП                                              | ГР                                              |
| ----------------------------------------------- | ----------------------------------------------- | ----------------------------------------------- | ----------------------------------------------- | ----------------------------------------------- | ----------------------------------------------- | ----------------------------------------------- | ----------------------------------------------- | ----------------------------------------------- |
| 1991                                            | Нису се квалификовале                           | Нису се квалификовале                           | Нису се квалификовале                           | Нису се квалификовале                           | Нису се квалификовале                           | Нису се квалификовале                           | Нису се квалификовале                           | Нису се квалификовале                           |
| 1995                                            | Нису се квалификовале                           | Нису се квалификовале                           | Нису се квалификовале                           | Нису се квалификовале                           | Нису се квалификовале                           | Нису се квалификовале                           | Нису се квалификовале                           | Нису се квалификовале                           |
| 1999                                            | Нису се квалификовале                           | Нису се квалификовале                           | Нису се квалификовале                           | Нису се квалификовале                           | Нису се квалификовале                           | Нису се квалификовале                           | Нису се квалификовале                           | Нису се квалификовале                           |
| 2003                                            | Групна фаза                                     | 3                                               | 0                                               | 0                                               | 3                                               | 1                                               | 11                                              | −10                                             |
| 2007                                            | Нису се квалификовале                           | Нису се квалификовале                           | Нису се квалификовале                           | Нису се квалификовале                           | Нису се квалификовале                           | Нису се квалификовале                           | Нису се квалификовале                           | Нису се квалификовале                           |
| 2011                                            | Нису се квалификовале                           | Нису се квалификовале                           | Нису се квалификовале                           | Нису се квалификовале                           | Нису се квалификовале                           | Нису се квалификовале                           | Нису се квалификовале                           | Нису се квалификовале                           |
| 2015                                            | Осмина финала                                   | 4                                               | 1                                               | 1                                               | 2                                               | 4                                               | 8                                               | −4                                              |
| 2019                                            | Групна фаза                                     | 3                                               | 0                                               | 0                                               | 3                                               | 1                                               | 8                                               | −7                                              |
| 2023                                            | Квалификовале се                                | Квалификовале се                                | Квалификовале се                                | Квалификовале се                                | Квалификовале се                                | Квалификовале се                                | Квалификовале се                                | Квалификовале се                                |
| Укупно                                          | 3/9                                             | 10                                              | 1                                               | 1                                               | 8                                               | 6                                               | 27                                              | −21                                             |

*Жребови укључују утакмице где је одлука пала извођењем једанаестераца.
| Утакмице на СП | Утакмице на СП | Утакмице на СП | Утакмице на СП | Утакмице на СП               | Утакмице на СП              |
| Година         | Коло           | Датум          | Противник      | Резултат                     | Стадион                     |
| -------------- | -------------- | -------------- | -------------- | ---------------------------- | --------------------------- |
| 2003           | Групна фаза    | 21. септембар  | Бразил         | И 0 : 3                      | Стадион РФК, Вашингтон      |
| 2003           | Групна фаза    | 24. септембар  | Француска      | И 0 : 1                      | Стадион РФК, Вашингтон      |
| 2003           | Групна фаза    | 27. септембар  | Норвешка       | И 1 : 7                      | Стадион Ђилет, Фоксборо     |
| 2015           |                |                |                |                              |                             |
| Групна фаза    | 9. јун         | Бразил         | И 0 : 2        | Олимпијски стадион, Монтреал |                             |
| Групна фаза    | 13. јун        | Костарика      | Н 2 : 2        | Олимпијски стадион, Монтреал |                             |
| Групна фаза    | 17. јун        | Шпанија        | П 2 : 1        | ТД плејс, Отава              |                             |
| Осмина финала  | 21. јун        | Француска      | И 0 : 3        | Олимпијски стадион, Монтреал |                             |
| 2019           | Групна фаза    | 7. јун         | Француска      | И 0 : 4                      | Парк принчева, Париз        |
| 2019           | Групна фаза    | 12. јун        | Нигерија       | И 0 : 2                      | Алпски стадион, Гренобл     |
| 2019           | Групна фаза    | 17. јун        | Норвешка       | И 1 : 2                      | Стадион Август Делане, Ремс |

### Олимпијске игре
| Олимпијске игре − резултати | Олимпијске игре − резултати | Олимпијске игре − резултати | Олимпијске игре − резултати | Олимпијске игре − резултати | Олимпијске игре − резултати | Олимпијске игре − резултати | Олимпијске игре − резултати | Олимпијске игре − резултати |
| Домаћин / Година            | Резултат                    | Ута                         | Поб                         | Нер                         | Изг                         | ГД                          | ГП                          | ГР                          |
| --------------------------- | --------------------------- | --------------------------- | --------------------------- | --------------------------- | --------------------------- | --------------------------- | --------------------------- | --------------------------- |
| 1996                        | Нису се квалификовале       | Нису се квалификовале       | Нису се квалификовале       | Нису се квалификовале       | Нису се квалификовале       | Нису се квалификовале       | Нису се квалификовале       | Нису се квалификовале       |
| 2000                        | Нису се квалификовале       | Нису се квалификовале       | Нису се квалификовале       | Нису се квалификовале       | Нису се квалификовале       | Нису се квалификовале       | Нису се квалификовале       | Нису се квалификовале       |
| 2004                        | Нису се квалификовале       | Нису се квалификовале       | Нису се квалификовале       | Нису се квалификовале       | Нису се квалификовале       | Нису се квалификовале       | Нису се квалификовале       | Нису се квалификовале       |
| 2008                        | Нису се квалификовале       | Нису се квалификовале       | Нису се квалификовале       | Нису се квалификовале       | Нису се квалификовале       | Нису се квалификовале       | Нису се квалификовале       | Нису се квалификовале       |
| 2012                        | Нису се квалификовале       | Нису се квалификовале       | Нису се квалификовале       | Нису се квалификовале       | Нису се квалификовале       | Нису се квалификовале       | Нису се квалификовале       | Нису се квалификовале       |
| 2016                        | Нису се квалификовале       | Нису се квалификовале       | Нису се квалификовале       | Нису се квалификовале       | Нису се квалификовале       | Нису се квалификовале       | Нису се квалификовале       | Нису се квалификовале       |
| 2020                        | Нису се квалификовале       | Нису се квалификовале       | Нису се квалификовале       | Нису се квалификовале       | Нису се квалификовале       | Нису се квалификовале       | Нису се квалификовале       | Нису се квалификовале       |
| 2024                        | У току                      | У току                      | У току                      | У току                      | У току                      | У току                      | У току                      | У току                      |
| Укупно                      | 0/7                         | –                           | –                           | –                           | –                           | –                           | –                           | –                           |

### АФК Куп Азије у фудбалу за жене
| АФК Куп Азије у фудбалу за жене − резултати | АФК Куп Азије у фудбалу за жене − резултати | АФК Куп Азије у фудбалу за жене − резултати | АФК Куп Азије у фудбалу за жене − резултати | АФК Куп Азије у фудбалу за жене − резултати | АФК Куп Азије у фудбалу за жене − резултати | АФК Куп Азије у фудбалу за жене − резултати | АФК Куп Азије у фудбалу за жене − резултати | АФК Куп Азије у фудбалу за жене − резултати |
| Домаћин / Година                            | Резултат                                    | Ута                                         | Поб                                         | Нер                                         | Изг                                         | ГД                                          | ГП                                          | ГР                                          |
| ------------------------------------------- | ------------------------------------------- | ------------------------------------------- | ------------------------------------------- | ------------------------------------------- | ------------------------------------------- | ------------------------------------------- | ------------------------------------------- | ------------------------------------------- |
| 1975                                        | Нису учествовале                            | Нису учествовале                            | Нису учествовале                            | Нису учествовале                            | Нису учествовале                            | Нису учествовале                            | Нису учествовале                            | Нису учествовале                            |
| 1977                                        | Нису учествовале                            | Нису учествовале                            | Нису учествовале                            | Нису учествовале                            | Нису учествовале                            | Нису учествовале                            | Нису учествовале                            | Нису учествовале                            |
| 1979                                        | Нису учествовале                            | Нису учествовале                            | Нису учествовале                            | Нису учествовале                            | Нису учествовале                            | Нису учествовале                            | Нису учествовале                            | Нису учествовале                            |
| 1981                                        | Нису учествовале                            | Нису учествовале                            | Нису учествовале                            | Нису учествовале                            | Нису учествовале                            | Нису учествовале                            | Нису учествовале                            | Нису учествовале                            |
| 1983                                        | Нису учествовале                            | Нису учествовале                            | Нису учествовале                            | Нису учествовале                            | Нису учествовале                            | Нису учествовале                            | Нису учествовале                            | Нису учествовале                            |
| 1986                                        | Нису учествовале                            | Нису учествовале                            | Нису учествовале                            | Нису учествовале                            | Нису учествовале                            | Нису учествовале                            | Нису учествовале                            | Нису учествовале                            |
| 1989                                        | Нису учествовале                            | Нису учествовале                            | Нису учествовале                            | Нису учествовале                            | Нису учествовале                            | Нису учествовале                            | Нису учествовале                            | Нису учествовале                            |
| 1991                                        | Групна фаза                                 | 3                                           | 0                                           | 0                                           | 3                                           | 0                                           | 22                                          | −22                                         |
| 1993                                        | Групна фаза                                 | 3                                           | 1                                           | 0                                           | 2                                           | 4                                           | 9                                           | −5                                          |
| 1995                                        | Четврто место                               | 5                                           | 2                                           | 1                                           | 2                                           | 11                                          | 5                                           | +6                                          |
| 1997                                        | Групна фаза                                 | 2                                           | 1                                           | 0                                           | 1                                           | 11                                          | 1                                           | +10                                         |
| 1999                                        | Групна фаза                                 | 4                                           | 3                                           | 0                                           | 1                                           | 30                                          | 5                                           | +25                                         |
| 2001                                        | Четврто место                               | 6                                           | 4                                           | 0                                           | 2                                           | 16                                          | 10                                          | +6                                          |
| 2003                                        | Треће место                                 | 6                                           | 4                                           | 1                                           | 1                                           | 22                                          | 5                                           | +17                                         |
| 2006                                        | Групна фаза                                 | 4                                           | 2                                           | 0                                           | 2                                           | 14                                          | 6                                           | +8                                          |
| 2008                                        | Групна фаза                                 | 3                                           | 2                                           | 0                                           | 1                                           | 5                                           | 3                                           | +2                                          |
| 2010                                        | Групна фаза                                 | 3                                           | 1                                           | 1                                           | 1                                           | 6                                           | 3                                           | +3                                          |
| 2014                                        | Четврто место                               | 5                                           | 2                                           | 1                                           | 2                                           | 18                                          | 4                                           | +14                                         |
| 2018                                        | 5. место                                    | 4                                           | 2                                           | 2                                           | 0                                           | 9                                           | 0                                           | +9                                          |
| 2022                                        | Другопласиране                              | 6                                           | 4                                           | 1                                           | 1                                           | 11                                          | 4                                           | +7                                          |
| Укупно                                      | 13/19                                       | 54                                          | 28                                          | 7                                           | 19                                          | 157                                         | 77                                          | +80                                         |

*Жребови укључују утакмице где је одлука пала извођењем једанаестераца.

### Фудбал за жене на Азијским играма
| Азијске игре − резултати | Азијске игре − резултати | Азијске игре − резултати | Азијске игре − резултати | Азијске игре − резултати | Азијске игре − резултати | Азијске игре − резултати | Азијске игре − резултати | Азијске игре − резултати |
| Домаћин / Година         | Резултат                 | Ута                      | Поб                      | Нер                      | Изг                      | ГД                       | ГП                       | ГР                       |
| ------------------------ | ------------------------ | ------------------------ | ------------------------ | ------------------------ | ------------------------ | ------------------------ | ------------------------ | ------------------------ |
| 1990                     | 5. место                 | 5                        | 1                        | 0                        | 4                        | 2                        | 30                       | −28                      |
| 1994                     | Четврто м есто           | 3                        | 0                        | 0                        | 3                        | 0                        | 9                        | −9                       |
| 1998                     | Групна фаза              | 3                        | 1                        | 1                        | 1                        | 8                        | 4                        | +4                       |
| 2002                     | Четврто место            | 5                        | 2                        | 0                        | 3                        | 6                        | 8                        | −2                       |
| 2006                     | Четврто место            | 5                        | 2                        | 0                        | 3                        | 7                        | 10                       | −3                       |
| 2010                     | Треће место              | 5                        | 3                        | 1                        | 1                        | 14                       | 4                        | +10                      |
| 2014                     | Треће место              | 6                        | 5                        | 0                        | 1                        | 33                       | 2                        | +31                      |
| 2018                     | Треће место              | 6                        | 5                        | 0                        | 1                        | 32                       | 3                        | +29                      |
| 2022                     | У току                   | -                        | -                        | -                        | -                        | -                        | -                        | -                        |
| 2026                     | У току                   | -                        | -                        | -                        | -                        | -                        | -                        | -                        |
| Укупно                   | 8/8                      | 38                       | 19                       | 2                        | 16                       | 102                      | 71                       | +31                      |

#### Куп Алгарве у фудбалу за жене
Куп Алгарвеа је фудбалски турнир по позиву за женске репрезентације, чији је домаћин Фудбалски савез Португалије (ФПФ). Куп се држава сваке године у региону Алгарве у Португалији и то од 1994. године, један је од најпрестижнијих и најдуговјечнијих међународних фудбалских догађаја за жене и добио је надимак „Мини ФИФА Светско првенство за жене“.
| Куп Алгарве у фудбалу за жене − резултати | Куп Алгарве у фудбалу за жене − резултати | Куп Алгарве у фудбалу за жене − резултати | Куп Алгарве у фудбалу за жене − резултати | Куп Алгарве у фудбалу за жене − резултати | Куп Алгарве у фудбалу за жене − резултати | Куп Алгарве у фудбалу за жене − резултати | Куп Алгарве у фудбалу за жене − резултати | Куп Алгарве у фудбалу за жене − резултати |
| Година                                    | Позиција                                  | Ута                                       | Поб                                       | Нер                                       | Изг                                       | ГД                                        | ГП                                        | ГР                                        |
| ----------------------------------------- | ----------------------------------------- | ----------------------------------------- | ----------------------------------------- | ----------------------------------------- | ----------------------------------------- | ----------------------------------------- | ----------------------------------------- | ----------------------------------------- |
| 2018                                      | 7. место                                  | 3                                         | 1                                         | 1                                         | 1                                         | 4                                         | 5                                         | −1                                        |
| Укупно                                    | 1/27                                      | 3                                         | 1                                         | 1                                         | 1                                         | 4                                         | 5                                         | −1                                        |

### Куп Кипра за жене
| Куп Кипра за жене − резултати | Куп Кипра за жене − резултати | Куп Кипра за жене − резултати | Куп Кипра за жене − резултати | Куп Кипра за жене − резултати | Куп Кипра за жене − резултати | Куп Кипра за жене − резултати | Куп Кипра за жене − резултати | Куп Кипра за жене − резултати |
| Година                        | Резултат                      | Ута                           | Поб                           | Нер                           | изг                           | ГД                            | ГП                            | ГР                            |
| ----------------------------- | ----------------------------- | ----------------------------- | ----------------------------- | ----------------------------- | ----------------------------- | ----------------------------- | ----------------------------- | ----------------------------- |
| 2011                          | 6. место                      | 4                             | 2                             | 1                             | 1                             | 6                             | 5                             | +1                            |
| 2012                          | 5. место                      | 4                             | 2                             | 2                             | 0                             | 5                             | 3                             | +2                            |
| 2013                          | 10. место                     | 4                             | 2                             | 1                             | 1                             | 5                             | 1                             | +4                            |
| 2014                          | Треће место                   | 4                             | 1                             | 3                             | 0                             | 7                             | 3                             | +4                            |
| 2015                          | 11. место                     | 4                             | 0                             | 1                             | 3                             | 3                             | 6                             | −3                            |
| 2017                          | Другопласиране                | 4                             | 2                             | 1                             | 1                             | 4                             | 1                             | +3                            |
| Укупно                        | 6/13                          | 24                            | 9                             | 9                             | 6                             | 30                            | 19                            | +11                           |